# Macromia viridescens
Macromia viridescens là loài chuồn chuồn trong họ Macromiidae. Loài này được Tillyard mô tả khoa học đầu tiên năm 1911.